# Spelartrupper under europamästerskapet i volleyboll för damer 2023
Denna artikeln visar spelartrupperna för de deltagande lagen vid europamästerskapet i volleyboll för damer 2023, som hölls i Belgien, Estland, Italien och Tyskland mellan den 15 augusti och 3 september 2023.

## Grupp A

### Belgien
| Nr | Namn               | Position | Födelsedatum      | Klubb              |
| -- | ------------------ | -------- | ----------------- | ------------------ |
| -  | Kris Vansnick      | Tränare  | 20 december 1980  | Asterix Avo        |
| 2  | Elise Van Sas      | P        | 1 augusti 1997    | Oudegem            |
| 3  | Britt Herbots      | VS       | 24 september 1999 | Firenze            |
| 4  | Nathalie Lemmens   | C        | 12 mars 1995      | Dinamo București   |
| 7  | Celine Van Gestel  | VS       | 7 november 1997   | Firenze            |
| 9  | Nel Demeyer        | L        | 21 mars 2001      | Oudegem            |
| 10 | Pauline Martin     | HS       | 9 april 2002      | Pro Victoria Monza |
| 12 | Charlotte Krenicky | P        | 29 juni 1997      | Asterix Avo        |
| 13 | Marlies Janssens   | C        | 4 juni 1997       | VDK Gent           |
| 15 | Jutta Van de Vyver | P        | 11 juni 1996      | Charleroi          |
| 18 | Britt Rampelberg   | L        | 5 juni 2000       | Asterix Avo        |
| 19 | Silke Van Avermaet | C        | 2 juni 1999       | Mulhouse           |
| 21 | Manon Stragier     | VS       | 12 mars 1999      | Asterix Avo        |
| 22 | Anna Koulberg      | C        | 17 augusti 2004   | Asterix Avo        |
| 23 | Noor Debouck       | L        | 9 juni 2005       | Asterix Avo        |

### Polen
| Nr | Namn                    | Position | Födelsedatum     | Klubb                 |
| -- | ----------------------- | -------- | ---------------- | --------------------- |
| -  | Stefano Lavarini        | Tränare  | 17 januari 1979  | AGIL                  |
| 1  | Maria Stenzel           | L        | 25 november 1998 | Chemik Police         |
| 5  | Agnieszka Kąkolewska    | C        | 17 oktober 1994  | Chemik Police         |
| 6  | Kamila Ganszczyk        | C        | 2 december 1991  | ŁKS Łódź              |
| 7  | Monika Gałkowska        | HS       | 6 april 1996     | Wealth Planet Perugia |
| 9  | Magdalena Stysiak       | HS       | 3 december 2000  | Pro Victoria Monza    |
| 10 | Monika Fedusio          | VS       | 6 november 1999  | Budowlani Łódź        |
| 11 | Martyna Łukasik         | VS       | 26 november 1999 | Chemik Police         |
| 12 | Aleksandra Szczygłowska | L        | 22 mars 1998     | Developres Rzeszów    |
| 14 | Joanna Wołosz           | P        | 7 april 1990     | Imoco                 |
| 22 | Weronika Szlagowska     | VS       | 29 november 2001 | Developres Rzeszów    |
| 26 | Katarzyna Wenerska      | P        | 9 mars 1993      | Developres Rzeszów    |
| 27 | Joanna Pacak            | C        | 9 juni 1996      | Wrocław               |
| 30 | Olivia Różański         | VS       | 5 juni 1997      | Chieri '76            |
| 95 | Magdalena Jurczyk       | C        | 25 oktober 1995  | Developres Rzeszów    |

### Serbien
| Nr | Namn              | Position | Födelsedatum      | Klubb               |
| -- | ----------------- | -------- | ----------------- | ------------------- |
| -  | Giovanni Guidetti | Tränare  | 20 september 1972 | Vakıfbank           |
| 1  | Bianka Buša       | VS       | 25 juli 1994      | PTT                 |
| 2  | Katarina Lazović  | VS       | 12 september 1999 | Çukurova            |
| 4  | Bojana Drča       | P        | 29 mars 1988      | Leningradka         |
| 5  | Mina Popović      | C        | 17 september 1994 | Galatasaray         |
| 9  | Aleksandra Uzelac | VS       | 27 juli 2004      | Železničar Lajkovac |
| 10 | Maja Ognjenović   | P        | 6 augusti 1984    | Eczacıbaşı          |
| 11 | Hena Kurtagić     | C        | 27 augusti 2004   | Tent                |
| 12 | Teodora Pušić     | L        | 12 mars 1993      | Rapid București     |
| 13 | Ana Bjelica       | HS       | 3 april 1992      | Târgoviște          |
| 14 | Maja Aleksić      | C        | 6 juni 1997       | Megavolley          |
| 15 | Jovana Stevanović | C        | 30 juni 1992      | Pro Victoria Monza  |
| 16 | Aleksandra Jegdić | L        | 9 oktober 1994    | Potsdam             |
| 18 | Tijana Bošković   | HS       | 8 mars 1997       | Eczacıbaşı          |
| 22 | Sara Lozo         | VS       | 29 april 1997     | Ageo Medics         |

### Slovenien
| Nr | Namn                | Position | Födelsedatum     | Klubb             |
| -- | ------------------- | -------- | ---------------- | ----------------- |
| -  | Marco Bonitta       | Tränare  | 5 september 1963 | Porto Robur Costa |
| 1  | Iza Mlakar          | HS       | 14 november 1995 | Branik            |
| 3  | Eva Pogačar         | P        | 14 juli 2000     | Branik            |
| 4  | Maša Pucelj         | VS       | 24 januari 2006  | Kamnik            |
| 5  | Lorena Lorber Fijok | VS       | 17 februari 2003 | Branik            |
| 8  | Eva Zatkovič        | HS       | 2 augusti 2001   | RC Cannes         |
| 9  | Mija Šiftar         | VS       | 9 februari 2006  | Saint-Raphaël     |
| 10 | Sara Najdič         | P        | 17 december 1994 | Herceg Novi       |
| 11 | Mirta Velikonja     | C        | 3 december 1998  | Prometej          |
| 13 | Nika Milošič        | C        | 20 juni 2005     | Formis            |
| 14 | Naja Boisa          | VS       | 19 december 2003 | Kamnik            |
| 15 | Anja Mazej          | L        | 4 januari 2000   | Gorica            |
| 18 | Saša Planinšec      | C        | 2 juni 1995      | Aydın BB          |
| 20 | Katja Banko         | L        | 19 oktober 2002  | Kamnik            |
| 27 | Isa Ramić           | VS       | 18 februari 2004 | Branik            |

### Ukraina
| Nr | Namn                | Position | Födelsedatum      | Klubb       |
| -- | ------------------- | -------- | ----------------- | ----------- |
| -  | Ivan Petkov         | Tränare  | 18 oktober 1976   | Prometej    |
| 1  | Oleksandra Milenko  | VS       | 29 juni 1999      | Prometej    |
| 2  | Diana Meljusjkyna   | C        | 6 augusti 1996    | -           |
| 4  | Alika Lutsenko      | L        | 11 juni 2003      | Alanta      |
| 6  | Krystyna Njemtseva  | L        | 15 juni 1998      | Prometej    |
| 7  | Svitlana Dorsman    | C        | 11 december 1993  | Prometej    |
| 9  | Viktorija Olijnyk   | P        | 2 mars 2000       | Békéscsabai |
| 14 | Darja Sjarhorodska  | P        | 11 april 2002     | Prometej    |
| 16 | Anastasija Majevska | C        | 6 januari 2001    | Prometej    |
| 17 | Jevhenija Chober    | HS       | 12 mars 2001      | Prometej    |
| 19 | Viktorija Dantjak   | C        | 11 januari 2000   | Prometej    |
| 23 | Julija Dymar        | VS       | 3 december 1994   | Calais      |
| 24 | Anastasija Krajduba | HS       | 15 april 1995     | UNI Opole   |
| 26 | Uljana Kotar        | C        | 26 oktober 2000   | Prometej    |
| 29 | Nadija Kodola       | VS       | 29 september 1988 | Bolu        |

### Ungern
| Nr | Namn                 | Position | Födelsedatum      | Klubb             |
| -- | -------------------- | -------- | ----------------- | ----------------- |
| -  | Alessandro Chiappini | Tränare  | 31 januari 1969   | ŁKS Łódź          |
| 1  | Adrienn Vezsenyi     | HS       | 15 oktober 1997   | Vasas             |
| 2  | Fruzsina Tóth        | L        | 30 december 1999  | Nyíregyháza       |
| 5  | Alíz Kump            | C        | 11 november 2003  | Vasas             |
| 6  | Zóra Glemboczki      | VS       | 23 juli 2000      | Békéscsabai       |
| 7  | Kata Török           | VS       | 26 maj 1998       | Vasas             |
| 8  | Eszter Pekárik       | C        | 8 december 1996   | Balatonfüred      |
| 10 | Liliána Berkó        | P        | 21 mars 2003      | MTK Budapest      |
| 13 | Anett Németh         | HS       | 13 december 1999  | Potsdam           |
| 14 | Gréta Kiss           | VS       | 6 maj 1998        | Terville Florange |
| 16 | Panni Petőváry       | HS       | 12 november 1997  | Egaleo            |
| 19 | Andrea Pintér        | C        | 5 juli 1994       | Békéscsabai       |
| 21 | Ágnes Boskó          | P        | 1 juni 2002       | Újpesti           |
| 22 | Petra Kertész        | L        | 6 augusti 2002    | Békéscsabai       |
| 23 | Alexandra Lászlop    | C        | 19 september 1994 | Nyíregyháza       |

## Grupp B

### Bosnien och Hercegovina
| Nr | Namn               | Position | Födelsedatum     | Klubb              |
| -- | ------------------ | -------- | ---------------- | ------------------ |
| -  | Stevan Ljubičić    | Tränare  | 29 augusti 1980  | Alba-Blaj          |
| 1  | Ajla Paradžik      | C        | 29 juli 1994     | Mulhouse           |
| 2  | Ana Zekić          | VS       | 15 mars 2005     | Radnik Bijeljina   |
| 3  | Milana Božić       | P        | 19 juli 2000     | Thīras             |
| 4  | Dora Brašnić       | L        | 24 november 2006 | Orašje             |
| 5  | Iman Isanović      | VS       | 20 augusti 1999  | Arizona State      |
| 7  | Anđelka Radišković | VS       | 30 mars 1992     | Kamnik             |
| 9  | Edina Begić        | VS       | 9 oktober 1992   | Pro Victoria Monza |
| 10 | Maja Lasić         | C        | 28 december 1999 | TI-Volley          |
| 11 | Edina Selimović    | C        | 4 juni 1991      | Voléro Zürich      |
| 12 | Milica Ivković     | L        | 2 maj 1994       | Spartak Subotica   |
| 13 | Jovana Biberdžić   | VS       | 12 april 2001    | Jedinstvo Brčko    |
| 17 | Dajana Bošković    | HS       | 11 april 1994    | Alba-Blaj          |
| 18 | Dragana Stevanović | P        | 20 oktober 2003  | SREM               |
| 22 | Nina Đukič         | HS       | 2 augusti 1998   | Koper              |

### Bulgarien
| Nr | Namn                 | Position | Födelsedatum     | Klubb             |
| -- | -------------------- | -------- | ---------------- | ----------------- |
| -  | Lorenzo Micelli      | Tränare  | 24 oktober 1970  | Olympiakos        |
| 1  | Iveta Stanchulova    | VS       | 11 augusti 1997  | Vampula           |
| 2  | Vangeliya Rachkovska | VS       | 19 juli 1997     | Adolfo Consolini  |
| 5  | Maria Jordanova      | VS       | 25 maj 2002      | Stade Français    |
| 6  | Miroslava Paskova    | VS       | 16 februari 1996 | Kuzeyboru         |
| 8  | Petja Barakova       | P        | 18 juni 1994     | Hapoel Kfar Saba  |
| 9  | Elena Becheva        | VS       | 30 maj 1998      | Aris Thessaloníki |
| 10 | Mira Todorova        | C        | 12 april 1994    | Târgoviște        |
| 11 | Mariya Krivoshiyska  | C        | 6 september 2001 | Maritsa           |
| 13 | Mila Pashkuleva      | L        | 6 september 2003 | Maritsa           |
| 14 | Borislava Saykova    | C        | 14 juli 2000     | Argeș Pitești     |
| 16 | Mirela Shahpazova    | P        | 28 oktober 1997  | Dinamo București  |
| 17 | Radostina Marinova   | HS       | 2 oktober 1998   | Stade Français    |
| 23 | Galina Karabasheva   | L        | 6 augusti 2002   | Kazanlăk          |
| 28 | Merelin Nikolova     | HS       | 17 maj 2003      | Argeș Pitești     |

### Italien
| Nr | Namn                  | Position | Födelsedatum      | Klubb              |
| -- | --------------------- | -------- | ----------------- | ------------------ |
| -  | Davide Mazzanti       | Tränare  | 15 oktober 1976   | -                  |
| 1  | Marina Lubian         | C        | 11 april 2000     | Imoco              |
| 2  | Alice Degradi         | VS       | 10 april 1996     | UYBA               |
| 4  | Francesca Bosio       | P        | 7 augusti 1997    | Chieri '76         |
| 7  | Eleonora Fersino      | L        | 24 januari 2000   | AGIL               |
| 8  | Alessia Orro          | P        | 18 juli 1998      | Pro Victoria Monza |
| 11 | Anna Danesi           | C        | 20 april 1996     | AGIL               |
| 14 | Elena Pietrini        | VS       | 17 mars 2000      | Savino Del Bene    |
| 15 | Sylvia Nwakalor       | HS       | 12 augusti 1999   | Firenze            |
| 17 | Myriam Sylla          | VS       | 8 januari 1995    | Pro Victoria Monza |
| 18 | Paola Egonu           | HS       | 18 december 1998  | Vakıfbank          |
| 19 | Federica Squarcini    | C        | 24 september 2000 | Imoco              |
| 20 | Beatrice Parrocchiale | L        | 26 december 1995  | Pro Victoria Monza |
| 21 | Loveth Omoruyi        | VS       | 25 augusti 2002   | UYBA               |
| 24 | Ekaterina Antropova   | HS       | 19 mars 2003      | Savino Del Bene    |

### Kroatien
| Nr | Namn              | Position | Födelsedatum      | Klubb              |
| -- | ----------------- | -------- | ----------------- | ------------------ |
| -  | Ferhat Akbaş      | Tränare  | 12 april 1986     | Eczacıbaşı         |
| 1  | Karla Antunović   | P        | 27 mars 2002      | HAOK Mladost       |
| 2  | Andrea Mihaljević | HS       | 21 februari 2003  | HAOK Mladost       |
| 3  | Ema Strunjak      | C        | 24 september 1999 | Beşiktaş           |
| 4  | Božana Butigan    | C        | 19 augusti 2000   | Bergamo 1991       |
| 6  | Lea Deak          | P        | 27 april 2000     | Voléro Zürich      |
| 9  | Lucija Mlinar     | VS       | 6 maj 1995        | Edremit Altınoluk  |
| 10 | Dijana Karatović  | VS       | 23 juli 2003      | Kaštela            |
| 11 | Nina Strize       | HS       | 14 november 2003  | Kaštela            |
| 12 | Josipa Marković   | VS       | 25 januari 2001   | HAOK Mladost       |
| 14 | Martina Šamadan   | C        | 11 september 1993 | Neptunes de Nantes |
| 15 | Viktoria Trcol    | C        | 18 september 2004 | Rijeka             |
| 17 | Tia Kovčo         | L        | 31 oktober 2005   | Split              |
| 19 | Izabela Štimac    | L        | 12 november 2000  | HAOK Mladost       |
| 22 | Mirta Freund      | C        | 4 juli 2002       | Wiesbaden          |

### Rumänien
| Nr | Namn                    | Position | Födelsedatum     | Klubb            |
| -- | ----------------------- | -------- | ---------------- | ---------------- |
| -  | Guillermo Hernández     | Tränare  | 18 juni 1977     | Potsdam          |
| 1  | Diana Ariton            | C        | 1 januari 1998   | Rapid București  |
| 2  | Diana Vereș             | L        | 27 november 2001 | Voluntari        |
| 3  | Rodica Buterez          | VS       | 25 juli 1999     | Târgoviște       |
| 5  | Raisa Ioan              | C        | 5 maj 1998       | Alba Blaj        |
| 6  | Mihaela Albu            | L        | 1 januari 1994   | Rapid București  |
| 7  | Elizabet Inneh-Varga    | HS       | 21 mars 1999     | Red Sparks       |
| 8  | Ana Radu                | P        | 9 september 2001 | Dinamo București |
| 9  | Iarina Axinte           | P        | 16 juni 2005     | Alba Blaj        |
| 11 | Maria Matei             | VS       | 24 maj 1998      | Târgoviște       |
| 14 | Roxana Roman            | C        | 7 juni 1998      | Lugoj            |
| 15 | Sorina Miclăuș          | VS       | 15 april 1999    | Argeș Pitești    |
| 18 | Dalia Vîrlan            | C        | 18 februari 2005 | Dinamo București |
| 19 | Adelina Budăi-Ungureanu | VS       | 29 juli 2000     | Pinerolo         |
| 21 | Iuna Zadorojnai         | HS       | 8 januari 2001   | Târgoviște       |

### Schweiz
| Nr | Namn              | Position | Födelsedatum     | Klubb               |
| -- | ----------------- | -------- | ---------------- | ------------------- |
| -  | Lauren Bertolacci | Tränare  | 26 januari 1985  | Neuchâtel           |
| 4  | Alix De Micheli   | C        | 9 oktober 2001   | Neuchâtel           |
| 5  | Chiara Petitat    | VS       | 4 augusti 2000   | Neuchâtel           |
| 6  | Madlaina Matter   | C        | 19 oktober 1996  | Sm'Aesch Pfeffingen |
| 7  | Méline Pierret    | P        | 18 januari 1999  | Sm'Aesch Pfeffingen |
| 8  | Samira Sulser     | C        | 22 december 1995 | Neuchâtel           |
| 11 | Maja Storck       | HS       | 8 oktober 1998   | Chieri '76          |
| 14 | Laura Künzler     | VS       | 25 december 1996 | MTV Stuttgart       |
| 15 | Tabea Eichler     | VS       | 7 augusti 2003   | Sm'Aesch Pfeffingen |
| 16 | Fabiana Mottis    | L        | 9 augusti 2003   | Neuchâtel           |
| 17 | Julie Lengweiler  | VS       | 6 november 1998  | Haris               |
| 18 | Olivia Wassner    | P        | 22 mars 1999     | Neuchâtel           |
| 19 | Sindi Mico        | HS       | 21 april 2004    | Voléro Zürich       |
| 21 | Mathilde Engel    | L        | 10 januari 2002  | Voléro Zürich       |
| 22 | Julia Künzler     | VS       | 18 juni 2003     | Kanti               |

## Grupp C

### Azerbajdzjan
| Nr | Namn                  | Position | Födelsedatum     | Klubb                |
| -- | --------------------- | -------- | ---------------- | -------------------- |
| -  | Ataman Güneyligil     | Tränare  | 6 september 1981 | Galatasaray          |
| 2  | Jana Dorosjenko       | P        | 5 juli 1994      | Maccabi Tel Aviv     |
| 3  | Jelyzaveta Ruban      | VS       | 3 mars 1995      | Lugoj                |
| 5  | Odina Äliyeva         | VS       | 22 maj 1990      | Jakarta Elektrik PLN |
| 6  | Aysän Äbdüläzimova    | C        | 11 april 1993    | Vasas                |
| 7  | Olena Chartjenko      | C        | 25 november 1995 | Çukurova             |
| 9  | Nikalina Bashnakova   | VS       | 29 mars 1998     | Balatonfüred         |
| 10 | Anastasiia Mertsalova | C        | 17 juli 2001     | Aikarakoz            |
| 11 | Aynur Imanova         | C        | 7 december 1988  | Azärreyl             |
| 14 | Kristina Besman       | P        | 13 februari 1996 | Tulica               |
| 16 | Julija Karimova       | L        | 7 februari 1988  | Azärreyl             |
| 17 | Polina Rähimova       | HS       | 5 juni 1990      | Hà Nội               |
| 19 | Bayaz Guluyeva        | L        | 9 juni 1990      | Azärreyl             |
| 20 | Marharyta Stepanenko  | HS       | 25 april 1993    | Radomka              |
| 22 | Mariya Kirilyuk       | C        | 16 februari 1995 | Severjanka           |

### Grekland
| Nr | Namn                    | Position | Födelsedatum      | Klubb             |
| -- | ----------------------- | -------- | ----------------- | ----------------- |
| -  | Yunus Öçal              | Tränare  | 8 februari 1988   | AEK               |
| 1  | Martha Anthoulī         | HS       | 18 mars 2004      | Panathinaikos     |
| 2  | Maria Elenī Artakianou  | L        | 21 maj 1994       | AEK               |
| 3  | Aristea Tontaï          | C        | 5 juli 1999       | Olympiakos        |
| 4  | Anna Maria Spanou       | VS       | 18 november 1995  | Levallois         |
| 5  | Asīmina Nikologiannī    | VS       | 4 juni 1999       | Panathinaikos     |
| 7  | Geōrgia Lamprousī       | C        | 27 januari 1993   | Olympiakos        |
| 8  | Anna Kalantatze         | C        | 18 mars 1997      | AEK               |
| 9  | Xenia Kakouratou        | L        | 16 september 1993 | Aris Thessaloníki |
| 11 | Lamprinī Kōnstantinidou | P        | 16 september 1996 | AEK               |
| 12 | Olga Strantzalī         | VS       | 12 januari 1996   | PAOK              |
| 14 | Kyriakī Terzoglou       | C        | 22 november 2003  | PAOK              |
| 15 | Elena Baka              | VS       | 15 oktober 2001   | Düdingen          |
| 18 | Panagiōta Xanthopoulou  | P        | 21 september 1999 | AEK               |
| 21 | Maria Tsitsigiannī      | HS       | 20 november 2000  | Olympiakos        |

### Sverige
| Nr | Namn               | Position | Födelsedatum      | Klubb                 |
| -- | ------------------ | -------- | ----------------- | --------------------- |
| -  | Jukka Lehtonen     | Tränare  | 22 februari 1982  | -                     |
| 1  | Elsa Arrestad      | C        | 26 december 1998  | Örebro                |
| 3  | Linda Andersson    | C        | 12 januari 1998   | Neuwied               |
| 4  | Jonna Wasserfaller | C        | 20 april 1994     | Hylte/Halmstad        |
| 9  | Rebecka Lazić      | VS       | 24 november 1994  | RC Cannes             |
| 10 | Isabelle Haak      | HS       | 11 juli 1999      | Imoco                 |
| 11 | Alexandra Lazić    | VS       | 24 september 1994 | Wealth Planet Perugia |
| 12 | Hilda Gustafsson   | P        | 24 december 2002  | Haris                 |
| 13 | Filippa Brink      | L        | 22 oktober 2001   | Engelholm             |
| 14 | Hanna Hellvig      | VS       | 3 februari 2000   | Erfurt                |
| 16 | Vilma Andersson    | P        | 4 december 1999   | Genève                |
| 17 | Anna Haak          | VS       | 19 september 1996 | Mulhouse              |
| 18 | Julia Nilsson      | C        | 2 maj 1997        | Engelholm             |
| 21 | Elin Larsson       | VS       | 2 mars 2003       | Portland              |
| 25 | Emmy Andersson     | L        | 3 maj 1998        | Hylte/Halmstad        |

### Tjeckien
| Nr | Namn                   | Position | Födelsedatum     | Klubb              |
| -- | ---------------------- | -------- | ---------------- | ------------------ |
| -  | Giannīs Athanasopoulos | Tränare  | 24 augusti 1978  | Vasas              |
| 2  | Eva Hodanová           | VS       | 18 november 1993 | Suhl               |
| 3  | Elen Jedličková        | C        | 1 december 2005  | Ostrava            |
| 4  | Silvie Pavlová         | C        | 20 maj 1997      | ASKÖ Linz-Steg     |
| 7  | Magdalena Bukovská     | VS       | 28 april 2003    | Královo Pole       |
| 8  | Ela Koulisiani         | C        | 1 oktober 2002   | Královo Pole       |
| 9  | Daniela Digrinová      | L        | 19 oktober 2000  | Královo Pole       |
| 10 | Kateřina Valková       | P        | 6 februari 1996  | Münster            |
| 11 | Veronika Dostálová     | L        | 7 april 1992     | Olymp Praha        |
| 15 | Magdaléna Jehlářová    | C        | 16 januari 2000  | Washington State   |
| 16 | Michaela Mlejnková     | VS       | 26 juli 1996     | Sigortashop        |
| 19 | Kateřina Pelikánová    | P        | 25 oktober 2004  | Královo Pole       |
| 22 | Gabriela Orvošová      | HS       | 28 januari 2001  | Developres Rzeszów |
| 25 | Monika Brancuská       | C        | 19 november 2004 | Olymp Praha        |
| 61 | Helena Havelková       | VS       | 25 juli 1988     | -                  |

### Turkiet
| Nr | Namn               | Position | Födelsedatum     | Klubb       |
| -- | ------------------ | -------- | ---------------- | ----------- |
| -  | Daniele Santarelli | Tränare  | 8 juni 1981      | Imoco       |
| 1  | Gizem Örge         | L        | 26 april 1993    | Fenerbahçe  |
| 2  | Simge Aköz         | L        | 23 april 1991    | Eczacıbaşı  |
| 3  | Cansu Özbay        | P        | 17 oktober 1996  | Vakıfbank   |
| 4  | Melissa Vargas     | HS       | 16 oktober 1999  | Fenerbahçe  |
| 5  | Ayça Aykaç         | L        | 27 februari 1996 | Vakıfbank   |
| 6  | Kübra Akman        | C        | 13 oktober 1994  | Vakıfbank   |
| 7  | Hande Baladın      | VS       | 1 september 1997 | Eczacıbaşı  |
| 11 | Derya Cebecioğlu   | VS       | 24 oktober 2000  | Vakıfbank   |
| 12 | Elif Şahin         | P        | 19 januari 2001  | Eczacıbaşı  |
| 14 | Eda Erdem          | C        | 22 juni 1987     | Fenerbahçe  |
| 18 | Zehra Güneş        | C        | 7 juli 1999      | Vakıfbank   |
| 19 | Aslı Kalaç         | C        | 13 december 1995 | Fenerbahçe  |
| 22 | İlkin Aydın        | VS       | 5 januari 2000   | Galatasaray |
| 99 | Ebrar Karakurt     | HS       | 17 januari 2000  | AGIL        |

### Tyskland
| Nr | Namn               | Position | Födelsedatum     | Klubb             |
| -- | ------------------ | -------- | ---------------- | ----------------- |
| -  | Vital Heynen       | Tränare  | 12 juni 1969     | Nilüfer           |
| 2  | Pia Kästner        | P        | 29 juni 1998     | Schweriner        |
| 3  | Annie Cesar        | L        | 26 april 1997    | Aachen            |
| 4  | Anna Pogany        | L        | 21 juli 1994     | Schweriner        |
| 5  | Corina Glaab       | P        | 25 maj 2000      | Erfurt            |
| 6  | Antonia Stautz     | VS       | 15 december 1993 | Erfurt            |
| 9  | Lina Alsmeier      | VS       | 29 juni 2000     | Schweriner        |
| 10 | Lena Stigrot       | VS       | 20 december 1994 | UYBA              |
| 12 | Hanna Orthmann     | VS       | 3 oktober 1998   | Türk Hava Yolları |
| 14 | Marie Schölzel     | C        | 1 augusti 1997   | MTV Stuttgart     |
| 16 | Anastasia Cekulaev | C        | 1 juli 2003      | Potsdam           |
| 17 | Laura Weihenmaier  | VS       | 4 april 1991     | Potsdam           |
| 21 | Camilla Weitzel    | C        | 11 juni 2000     | Chieri '76        |
| 22 | Monique Strubbe    | C        | 5 juli 2001      | Dresdner          |
| 25 | Rica Maase         | HS       | 22 november 1999 | Potsdam           |

## Grupp D

### Estland
| Nr | Namn                | Position | Födelsedatum     | Klubb           |
| -- | ------------------- | -------- | ---------------- | --------------- |
| -  | Alessandro Orefice  | Tränare  | 31 augusti 1984  | Stade Français  |
| 1  | Nette Peit          | VS       | 27 mars 1992     | Quimper         |
| 4  | Kristiine Miilen    | VS       | 4 december 1996  | Hermaea         |
| 5  | Liis Kullerkann     | C        | 2 maj 1991       | Esperia         |
| 7  | Eliise Hollas       | C        | 29 december 1993 | Assitec         |
| 8  | Salme Hollas        | HS       | 9 juni 2004      | Võru            |
| 11 | Kertu Laak          | HS       | 21 februari 1998 | BKS             |
| 12 | Janelle Leenurm     | L        | 24 oktober 2005  | Viljandi Metall |
| 13 | Silvia Pertens      | VS       | 2 juni 1998      | Gorica          |
| 14 | Meriliin Paalo      | L        | 6 januari 1992   | TalTech         |
| 16 | Karolina Kibbermann | P        | 14 februari 2002 | Marcq-en-Barœul |
| 17 | Häli Vahula         | P        | 13 juli 2004     | Võru            |
| 19 | Kadi Kullerkann     | HS       | 19 augusti 1992  | Esperia         |
| 20 | Kätriin Põld        | C        | 3 juli 2002      | TalTech         |
| 21 | Kadri Kangro        | L        | 23 augusti 2004  | Võru            |

### Finland
| Nr | Namn                   | Position | Födelsedatum     | Klubb              |
| -- | ---------------------- | -------- | ---------------- | ------------------ |
| -  | Nikolas Buser          | Tränare  | 9 oktober 1984   | -                  |
| 3  | Netta Rekola           | C        | 21 december 2000 | Kangasala          |
| 5  | Suvi Kokkonen          | VS       | 1 februari 2000  | Vilsbiburg         |
| 8  | Kaisa Alanko           | P        | 3 januari 1993   | Stade Français     |
| 9  | Ada Aronen             | VS       | 7 januari 2003   | Oriveden Ponnistus |
| 10 | Sanna Häkkinen         | L        | 19 mars 1990     | Kuusamo            |
| 11 | Iida Pöllänen          | VS       | 12 mars 2005     | Kangasala          |
| 12 | Piia Korhonen          | HS       | 12 januari 1997  | Soverato           |
| 13 | Emilia Kääntä          | VS       | 21 augusti 1999  | Puijo              |
| 14 | Roosa Laakkonen        | C        | 4 juni 1994      | Suhl               |
| 15 | Daniela Öhman          | C        | 16 mars 1997     | Münster            |
| 16 | Netta Laaksonen        | L        | 2 mars 2001      | Viesti Salo        |
| 17 | Saana Lindgren         | HS       | 29 januari 2000  | Franches-Montagnes |
| 19 | Sofia Lehto            | P        | 14 februari 2003 | PuMa               |
| 20 | Rosa Bjärregård-Madsen | HS       | 27 maj 1999      | Neuwied            |

### Frankrike
| Nr | Namn                   | Position | Födelsedatum     | Klubb              |
| -- | ---------------------- | -------- | ---------------- | ------------------ |
| -  | Émile Rousseaux        | Tränare  | 3 april 1961     | IFVB               |
| 1  | Héléna Cazaute         | VS       | 17 december 1997 | Chieri '76         |
| 2  | Nawelle Chouikh-Barbez | VS       | 11 december 2004 | IFVB               |
| 3  | Amandine Giardino      | L        | 30 mars 1995     | Venelles           |
| 4  | Christina Bauer        | C        | 1 januari 1988   | Venelles           |
| 9  | Nina Stojiljković      | P        | 1 september 1996 | Kamnik             |
| 11 | Lucille Gicquel        | HS       | 13 november 1997 | Cuneo Granda       |
| 15 | Amandha Sylves         | C        | 29 december 2000 | Firenze            |
| 21 | Eva Elouga             | C        | 14 oktober 1999  | Chamalières        |
| 23 | Léandra Olinga-Andela  | C        | 12 augusti 1997  | Mulhouse           |
| 63 | Emilie Respaut         | P        | 25 april 2003    | Neptunes de Nantes |
| 75 | Guewe Diouf            | HS       | 15 juni 2002     | Chamalières        |
| 88 | Amélie Rotar           | VS       | 24 oktober 2000  | Béziers            |
| 91 | Halimatou Bah          | VS       | 21 december 2003 | Chamalières        |
| 99 | Juliette Gelin         | L        | 2 november 2001  | RC Cannes          |

### Nederländerna
| Nr | Namn            | Position | Födelsedatum      | Klubb              |
| -- | --------------- | -------- | ----------------- | ------------------ |
| -  | Felix Koslowski | Tränare  | 18 mars 1984      | Schweriner         |
| 1  | Kirsten Knip    | L        | 14 september 1992 | Vilsbiburg         |
| 3  | Hester Jasper   | VS       | 7 maj 2001        | Potsdam            |
| 4  | Celeste Plak    | VS       | 26 oktober 1995   | Victorina Himeji   |
| 5  | Jolien Knollema | VS       | 5 januari 2003    | Firenze            |
| 7  | Juliët Lohuis   | C        | 10 september 1996 | Casalmaggiore      |
| 10 | Sarah van Aalen | P        | 21 januari 2000   | Potsdam            |
| 12 | Britt Bongaerts | P        | 3 november 1996   | MTV Stuttgart      |
| 14 | Laura Dijkema   | P        | 18 februari 1990  | Helvia Recina      |
| 16 | Indy Baijens    | C        | 4 februari 2001   | Schweriner         |
| 18 | Marrit Jasper   | VS       | 28 februari 1996  | Neptunes de Nantes |
| 19 | Nika Daalderop  | VS       | 29 november 1998  | Vakıfbank          |
| 23 | Eline Timmerman | C        | 30 december 1998  | MTV Stuttgart      |
| 25 | Florien Reesink | L        | 9 juni 1998       | Potsdam            |
| 26 | Elles Dambrink  | HS       | 22 juni 2003      | Schweriner         |
| 33 | Nova Marring    | VS       | 6 september 2001  | Asterix Avo        |

### Slovakien
| Nr | Namn                 | Position | Födelsedatum     | Klubb               |
| -- | -------------------- | -------- | ---------------- | ------------------- |
| -  | Michal Mašek         | Tränare  | 8 augusti 1983   | Wrocław             |
| 1  | Michaela Abrhámová   | C        | 31 augusti 1993  | Mougins             |
| 2  | Barbora Koseková     | P        | 22 november 1994 | Terville Florange   |
| 6  | Karin Palgutová      | VS       | 12 februari 1993 | Stade Français      |
| 7  | Michaela Španková    | L        | 1 augusti 1999   | UKF Nitra           |
| 10 | Nina Herelová        | C        | 30 juli 1993     | Wiesbaden           |
| 13 | Lenka Ovečková       | P        | 16 november 1995 | Chemik Police       |
| 14 | Tereza Hrušecká      | C        | 2 juli 2002      | Královo Pole        |
| 15 | Karolína Fričová     | VS       | 29 april 2000    | Vasas               |
| 18 | Karin Šunderlíková   | HS       | 17 juli 1999     | -                   |
| 19 | Katarína Körmendyová | C        | 25 april 1999    | Olomouc             |
| 20 | Zuzana Šepeľová      | VS       | 24 november 1999 | Olomouc             |
| 21 | Diana Návratová      | VS       | 4 maj 2003       | VKP Bratislava      |
| 22 | Maria Žernovič       | VS       | 8 januari 1993   | Sm'Aesch Pfeffingen |
| 24 | Ema Magdinová        | L        | 4 januari 1999   | Slávia Bratislava   |

### Spanien
| Nr | Namn             | Position | Födelsedatum      | Klubb          |
| -- | ---------------- | -------- | ----------------- | -------------- |
| -  | Pascual Saurín   | Tränare  | 26 februari 1967  | Algar Surmenor |
| 1  | Ariadna Priante  | P        | 20 april 2002     | Wiesbaden      |
| 2  | Zoi Mavrommatis  | VS       | 9 augusti 2005    | Sant Cugat     |
| 5  | Paola Martínez   | HS       | 5 juli 1998       | Idea Sassuolo  |
| 7  | Margalida Piza   | L        | 27 maj 2000       | Alcobendas     |
| 8  | Carlota García   | C        | 21 februari 1992  | Charleroi      |
| 9  | Patricia Aranda  | P        | 27 juni 1979      | Haris          |
| 11 | Julia de Paula   | HS       | 7 juli 2005       | JAV Olímpico   |
| 12 | Lucía Varela     | C        | 10 augusti 2003   | AGIL           |
| 13 | Patricia Llabrés | L        | 15 april 1996     | Haris          |
| 15 | Lucía Prol       | VS       | 30 november 1999  | Emevé          |
| 16 | María Schlegel   | VS       | 29 augusti 1997   | Münster        |
| 18 | Carla Jiménez    | C        | 14 juni 2002      | Ciutadella     |
| 22 | Raquel Lázaro    | P        | 4 januari 2000    | Megavolley     |
| 28 | Carolina Camino  | VS       | 28 september 2003 | Emevé          |